# Bradykinesie
Die Bradykinesie oder auch Bradykinese (griech. βραδυκινησία, bradykinēsía, „langsame Bewegungen“, von βραδύς, bradýs, „langsam-“ und κίνηση, kínēse, „die Bewegung“) ist das häufigste Symptom im Frühstadium der Parkinson-Krankheit. Bradykinesie sollte nicht mit Hypokinese (Bewegungsarmut) verwechselt werden, sondern zeichnet sich nicht durch seltenere, sondern durch verlangsamte Bewegungen aus. Diesen beiden Symptomen liegen vermutlich unterschiedliche Auslösemechanismen zu Grunde.
Bradykinesie ist außerdem ein Symptom für Chorea Huntington (HK), die im 4. Stadium der HK auftritt aber auch für die Binswanger-Krankheit, den Normaldruckhydrozephalus (NPH) oder eine Vergiftung mit MPTP im Rahmen verunreinigter MPPP-Designerdrogeneinnahme.
Bisweilen kann es bei bradykinetischen Patienten zum Auftreten von spontanen, normalen Bewegungsabläufen kommen. Dieses Phänomen wird als Kinesia paradoxa bezeichnet.